# Janet A. Sanderson

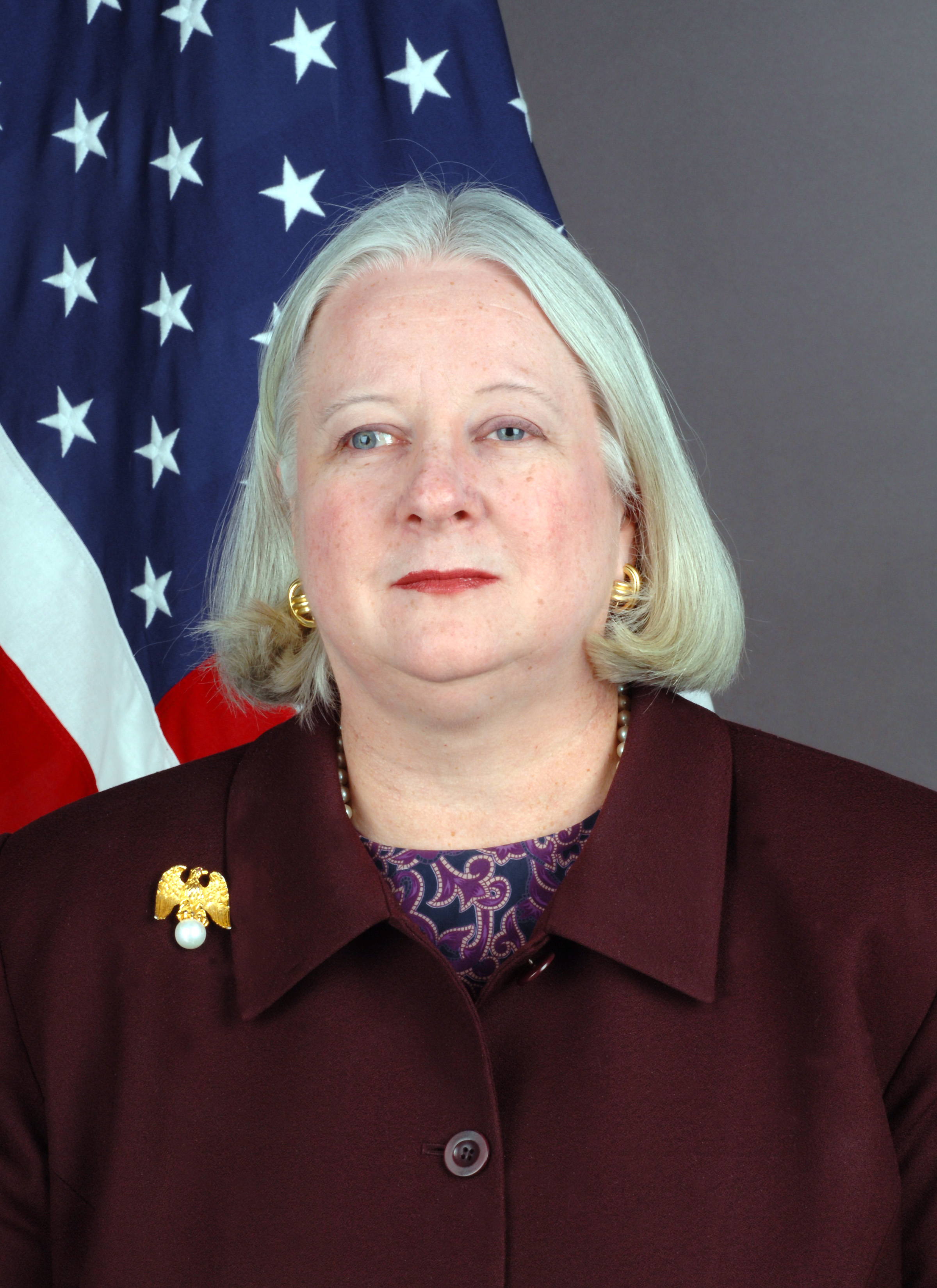
Janet A. Sanderson (2006)

Janet A. Sanderson (* 1955 in Tucson, Arizona) ist eine pensionierte amerikanische Diplomatin, die von 2000 bis 2003 ihr Land als Botschafterin in Algerien und von 2006 bis 2008 in Haiti vertrat.

## Leben
Janet Ann Sanderson studierte am William and Mary College in Williamsburg, Virginia, bevor sie am Naval War College in Newport, Rhode Island, einen Abschluss in Nationaler Sicherheit machte. Sie spricht Französisch, Arabisch und Bengali.
Im Dezember 1977 trat sie in den diplomatischen Dienst ein und begann ihre Karriere als Wirtschaftsreferentin an der amerikanischen Botschaft in Dhaka, Bangladesch. Von 1980 bis 1982 war sie als USAID-Verbindungsbeamtin in Tel Aviv, Israel für Hilfsprogramme im Westjordanland und in Gaza zuständig, bevor sie von 1982 bis 1984 als Referentin für Fragen der Erdölindustrie in Kuwait tätig war.
In Washington war sie von 1984 bis 1986 Referentin für Kuwait und die Vereinigten Arabischen Emirate und von 1986 bis 1988 für die Mission der Vereinigten Staaten bei der Organisation für wirtschaftliche Zusammenarbeit und Entwicklung (OECD) zuständig. Von 1989 bis 1992 war sie Wirtschaftsreferentin an der amerikanischen Botschaft in Amman, Jordanien und anschließend bis 1997 Gesandte-Botschaftsrätin in Kairo, Ägypten. Im Jahr 1997 kehrte sie als ständige Vertreterin des Botschafters in die jordanische Hauptstadt Amman zurück, wo sie bis 2000 blieb.
Von 2000 bis 2003 war sie Botschafterin in Algerien. Anschließend verbrachte sie zwei Jahre als Diplomat in Residence an der University of California, Berkeley.
Von 2006 bis 2008 war Sanderson Botschafterin in Haiti. Aus Berichten, die Sanderson aus Port-au-Prince nach Washington sandte und die von WikiLeaks bekannt gemacht wurden, geht das amerikanische Engagement in Haiti insbesondere mit Blick auf die Nähe von Präsident Préval zu Kuba und Venezuela hervor. Sandersons Anliegen war es, weiteren Berichten folgend, auch, die politischen Akteure in dem von Instabilität gekennzeichneten Gastland zu beobachten und deren Positionen aus laufendem Kontakt zu analysieren. So bezeichnete sie z. B. Youri Latortue als „Mafiaboss... Drogenhändler... Aushängeschild für politische Korruption“.
Von 2009 bis 2011 war sie Unterabteilungsleiterin für Angelegenheiten des Nahen Ostens im Department of State, Washington.

## Auszeichnungen (Auswahl)
- Department of State Superior and Meritorious Honor Award
- Herbert A. Salzman Award for International Economic Performance (1996)